# André Bloch (wiskundige)
André Bloch (Besançon, 20 november 1893 – Parijs, 11 oktober 1948) was een Franse wiskundige. 

## Leven
Bloch is geboren in Besançon. Blochs ouders sterven wanneer Bloch nog jong is. Zijn vader was een uit de Elzas afkomstige horlogemaker. Samen met zijn een jaar jongere broer Georges studeert hij aan de École Polytechnique in Parijs.

## Werk
Bloch is voornamelijk bekend door zijn werk aan de functietheorie. Bloch heeft, na de moord op zijn broer, tante en oom, 21 jaar van zijn leven doorgebracht in een psychiatrische inrichting. In deze periode produceerde hij al zijn wiskundige werken. Bloch is vooral bekend voor de theorema van Bloch. In samenhang met de theorema is de Blochconstante naar hem vernoemd.